# Strychnos spinosa
Strychnos spinosa es un árbol indígena de África tropical y subtropical. Produce frutos amarillos agridulces que contienen numerosas semillas duras cafés. Las flores crecen en densas cabezas al final de las ramas (sep-feb/primavera - verano). El fruto tiende a aparecer después de buenas lluvias. El fruto es liso duro y verde, cuando madura se hace amarillo. Adentro del fruto se encuentran semillas muy apretadas rodeadas de una cubierta carnosa y comestible.
Animales como los papios, monos, potamoqueros, nyalas y elands comen el fruto. Las hojas son una fuente de comida muy buscada por animales depredadores de la vegetación como duikers, kudúes, impalas, steenboks y elefantes. Se cree que varios insectos polinizan las flores.

## Nombre común
- Inglés:  Spiny Monkey-orange/Green Monkey
- Afrikáans: Orange Doringklapper
- Suazilandia:  umKwakwa
- Setsuana: Nsala
- Shona: Mutamba
- Angola: Maboque

## Distribución
Este árbol puede ser encontrado creciendo solitario en suelos bien drenados. Se encuentra en vegetación de bushveld, orillas ribereñas, bosques sobre arenas y matorral costero desde la Provincia Oriental del Cabo, a KwaZulu-Natal, Sudáfrica, Mozambique y tierra adentro hasta Suazilandia, Zimbabue, el norte de Botsuana y el norte de Namibia, y en el norte se extiende hasta África tropical. Es capaz de crecer en tierras semiáridas y áridas. 

## Usos
Una planta alimenticia tradicional en África, este fruto poco conocido tiene el potencial para mejorar la nutrición, estimular la seguridad alimentaria, fomentar el desarrollo rural y ayudar al manejo sustentable de la tierra.
- La madera se usa en carpintería.
- La especie ha sido recientemente introducida en Israel como un nuevo cultivo con potencial comercial.
- El fruto puede ser usado como una fuente suplementaria de alimento por la población rural durante épocas de escasez.

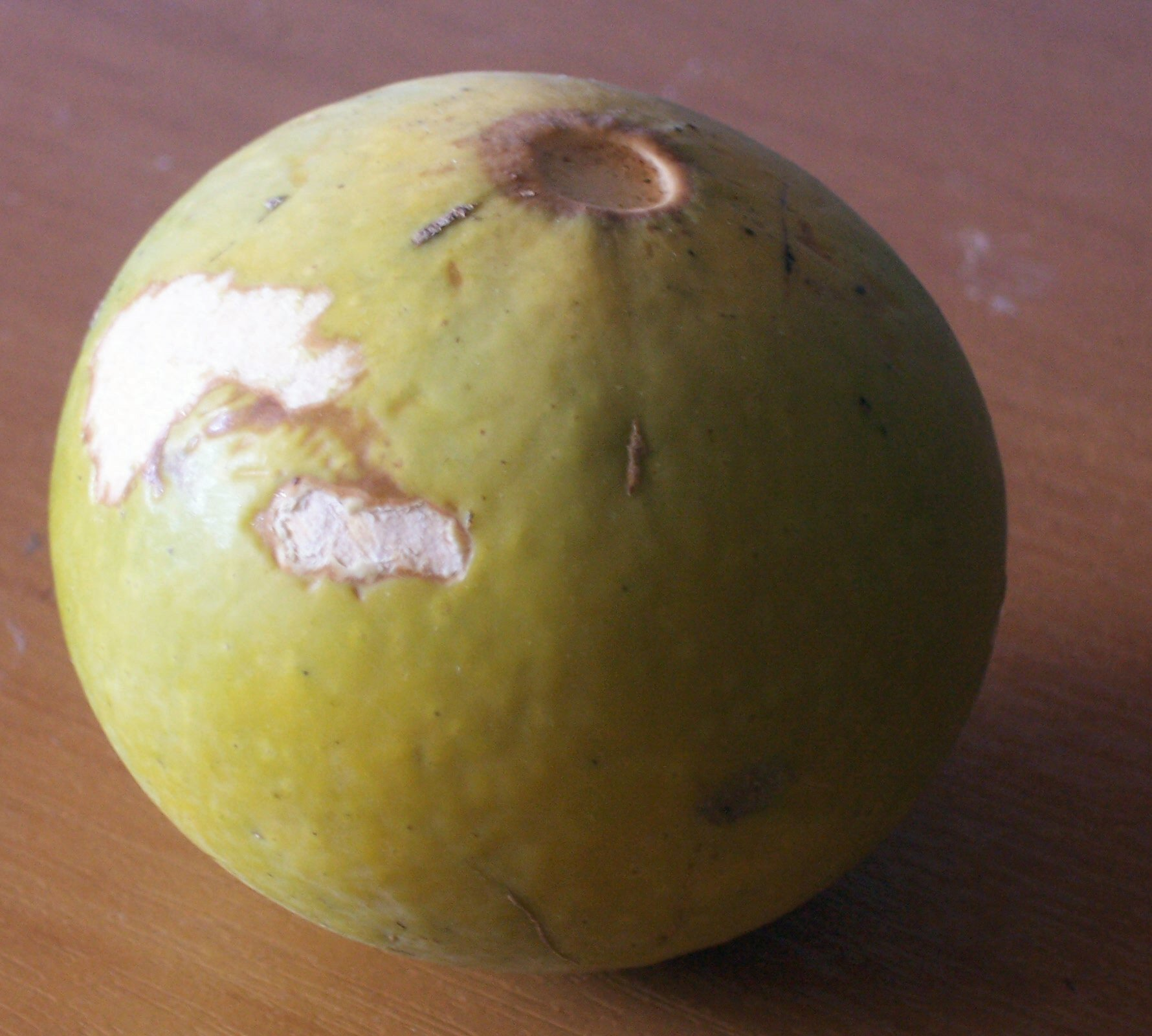
Fruto del árbol de Strychnos spinosa
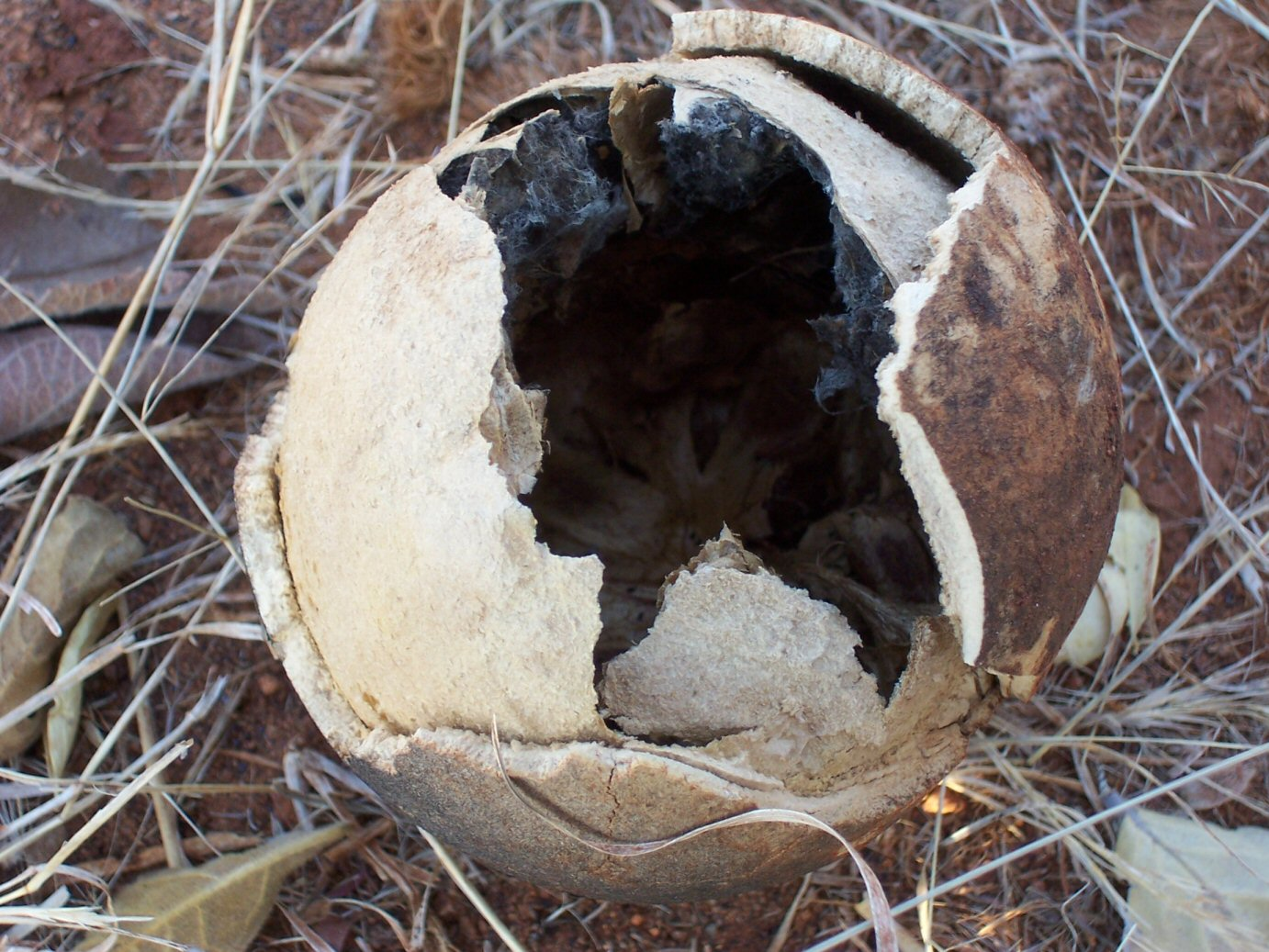
Fruto podrido del árbol de Strychnos spinosa